# Johann Heinrich Ferdinand von Autenrieth
Johann Heinrich Ferdinand von Autenrieth (Stoccarda, 20 ottobre 1772 – Tubinga, 2 maggio 1835) è stato un medico tedesco.

## Biografia
Studiò medicina al Karlsschule di Stoccarda, e dopo la laurea frequentò le lezioni di Antonio Scarpa (1752-1832) e Johann Peter Frank (1745-1821) a Pavia. In seguito accompagnò suo padre negli Stati Uniti, dove praticò per diversi mesi a Lancaster, in Pennsylvania. Nel 1797 fu nominato professore di anatomia, fisiologia, chirurgia ed ostetricia presso l'Università di Tubinga, dove nel 1822 fu nominato Rettore.
Autenrieth si specializzò in medicina legale, e fu considerato uno dei migliori clinici medici per tutta la prima parte del XIX secolo. Una delle sue opere migliori fu nel 1806 un trattato di medicina legale dal titolo "Istruzioni per i medici forensi e chirurghi".
Eponimi associati
"Disfagia di Bayford-Autenrieth": disfagia lusoria con compressione dell'esofago da parte di un'arteria succlavia destra aberrante.